# M-10 (Rusland)
De M-10 of Rossija (Rusland) (Russisch: М-10 «Россия») is een federale autoweg in Rusland. De M-10 loopt van Moskou naar Sint-Petersburg. De totale lengte is 706 kilometer. Het is de belangrijkste federale autoweg aangezien de twee grootste steden van het land ermee verbonden worden. Op dit moment wordt de nieuwe autosnelweg M-11 aangelegd die de hoofdfunctie van de M-10 moet gaan overnemen.
Volgens het systeem van de Europese wegen is de M-10 onderdeel van de E105.
Tot 2011 liep de M-10 na Sint-Petersburg verder naar de grens met Finland. De weg was toen 872 kilometer lang. Inmiddels is het deel tussen Sint-Petersburg en Finland hernummerd naar A-181.

## Plaatsen langs de M-10
| Km            | Plaats           |
| Moskou        |                  |
| 0             | Moskou (MKAD)    |
| oblast Moskou |                  |
| 5             | Chimki           |
| 45            | Solnetsjnogorsk  |
| 68            | Klin             |
| oblast Tver   |                  |
| 153           | Tver             |
| 213           | Torzjok          |
| 283           | Vysjni Volotsjok |
| 323           | Bologoje         |

| Km               | Plaats           |
| oblast Novgorod  |                  |
| 374              | Valdaj           |
| 394              | Jazjelbitsy      |
| 428              | Krestsy          |
| 519              | Podbepeze        |
| 534              | Veliki Novgorod  |
| 547              | Spasskaja Polist |
| 567              | Tsjoedovo        |
| oblast Leningrad |                  |
| 601              | Ljoeban          |
| 631              | Tosno            |
| 680              | Sint-Petersburg  |